# Kirviller
Kirviller é uma comuna francesa na região administrativa de Grande Leste, no departamento de Mosela. Estende-se por uma área de 2,54 km². Em 2010 a comuna tinha 140 habitantes (densidade: 55,1 hab./km²).